# Canthidium bokermanni
Canthidium bokermanni е вид бръмбар от семейство Листороги бръмбари (Scarabaeidae). Видът не е застрашен от изчезване.

## Разпространение
Разпространен е в Аржентина (Салта, Сантяго дел Естеро и Тукуман), Боливия и Бразилия (Мато Гросо).